# Brooksmith
Brooksmith (Brooksmith) est une courte nouvelle d'Henry James, parue en décembre 1891 dans le Harper's Weekly, et reprise en volume l’année suivante chez Macmillan, à Londres et New York.
Il s'agit d'une des courtes nouvelles parmi les plus réussies d'Henry James.

## Résumé
Le narrateur revient sur ses souvenirs pour raconter le destin de Brooksmith, un maître d’hôtel autrefois responsable de la bonne entente lors des conversations dans les salons d’un ancien diplomate. Mais à la mort de ce dernier, le valet perdit la seule vocation à laquelle il était destiné. Dépressif et seul, il sombre, en dépit d'une succession de courts emplois, dans la pauvreté et la maladie avant de disparaître, probablement de sa propre main.

## Traductions françaises
- Brooksmith, traduit par Jean Pavans, dans Nouvelles complètes, tome III, Paris, Éditions de la Différence, 2008 ; réédition dans Le Point de vue : et sept autres nouvelles, Paris, La Différence, coll. « Minos », 2012
- Brooksmith, traduit par François Piquet, dans Nouvelles complètes, tome III, Paris, Gallimard, coll. « Bibliothèque de la Pléiade », 2011

## Sources
- Tales of Henry James: The Texts of the Tales, the Author on His Craft, Criticism sous la direction de Christof Wegelin et Henry Wonham (New York: W.W. Norton & Company, 2003)  (ISBN 0-393-97710-2)
- The Tales of Henry James par Edward Wagenknecht (New York: Frederick Ungar Publishing Co., 1984)  (ISBN 0-8044-2957-X)